# Пешаково
Пеша́ково (болг. Пешаково) — село у Видинській області Болгарії. Входить до складу общини Видин.

## Населення
За даними перепису населення 2011 року у селі проживали 96 осіб.
Національний склад населення села:
| Національність   | Кількість осіб | Відсоток |
| ---------------- | -------------- | -------- |
| болгари          | 76             | 79,2%    |
| цигани           | 20             | 20,8%    |
| турки            | 0              | 0%       |
| інша             | 0              | 0%       |
| не визначились   | 0              | 0%       |
| Всього відповіли | 96             |          |

Розподіл населення за віком у 2011 році:
Динаміка населення: